# Port lotniczy Tiruchirapalli
Port lotniczy Tiruchirapalli (ang. Tiruchirappalli International Airport, kod IATA: TRZ, kod ICAO: VOTR) – międzynarodowy port lotniczy położony w Indiach w stanie Tamilnadu, około 5 km na południe od centrum miasta Tiruchirapalli.

## Kierunki lotów i linie lotnicze[2]
| Linie lotnicze     | Kierunki lotów                                              |
| ------------------ | ----------------------------------------------------------- |
| AirAsia            | Kuala Lumpur                                                |
| Air India Express  | Abu Dhabi, Doha, Dubaj, Kuwejt, Szardża, Maskat, Singapur   |
| Batik Air Malaysia | Kuala Lumpur                                                |
| IndiGo Airlines    | Bengaluru, Ćennaj, Delhi, Hyderabad, Kuala Lumpur, Singapur |
| Scoot              | Singapur                                                    |
| SriLankan Airlines | Kolombo                                                     |